# Ozenx-Montestrucq
 Ozenx-Montestrucq  es una población y comuna francesa, en la región de Aquitania, departamento de Pirineos Atlánticos, en el distrito de Pau y cantón de Lagor.

## Demografía
| 412 | 362 | 363 | 374 | 376 | 370 |
| Para los censos de 1962 a 1999 la población legal corresponde a la población sin duplicidades (Fuente: INSEE [Consultar]) |     |     |     |     |     |